# Ousmane Dembélé
Masour Ousmane Dembélé (Vernon, 15 de maio de 1997) é um futebolista francês que atua como ponta-direita. Joga no Paris Saint-Germain.

## Carreira

### Rennes
Formado nas categorias de base do Rennes, estreou pelo clube no dia 6 de novembro de 2015, na vitória por 2 a 0 sobre o Angers. Marcou seu primeiro gol como profissional no dia 22 de novembro, contra o Bordeaux. O atacante teve boa atuação no dia 6 de março de 2016, ao marcar um hat-trick na vitória por 4 a 1 sobre o Nantes.

### Borussia Dortmund

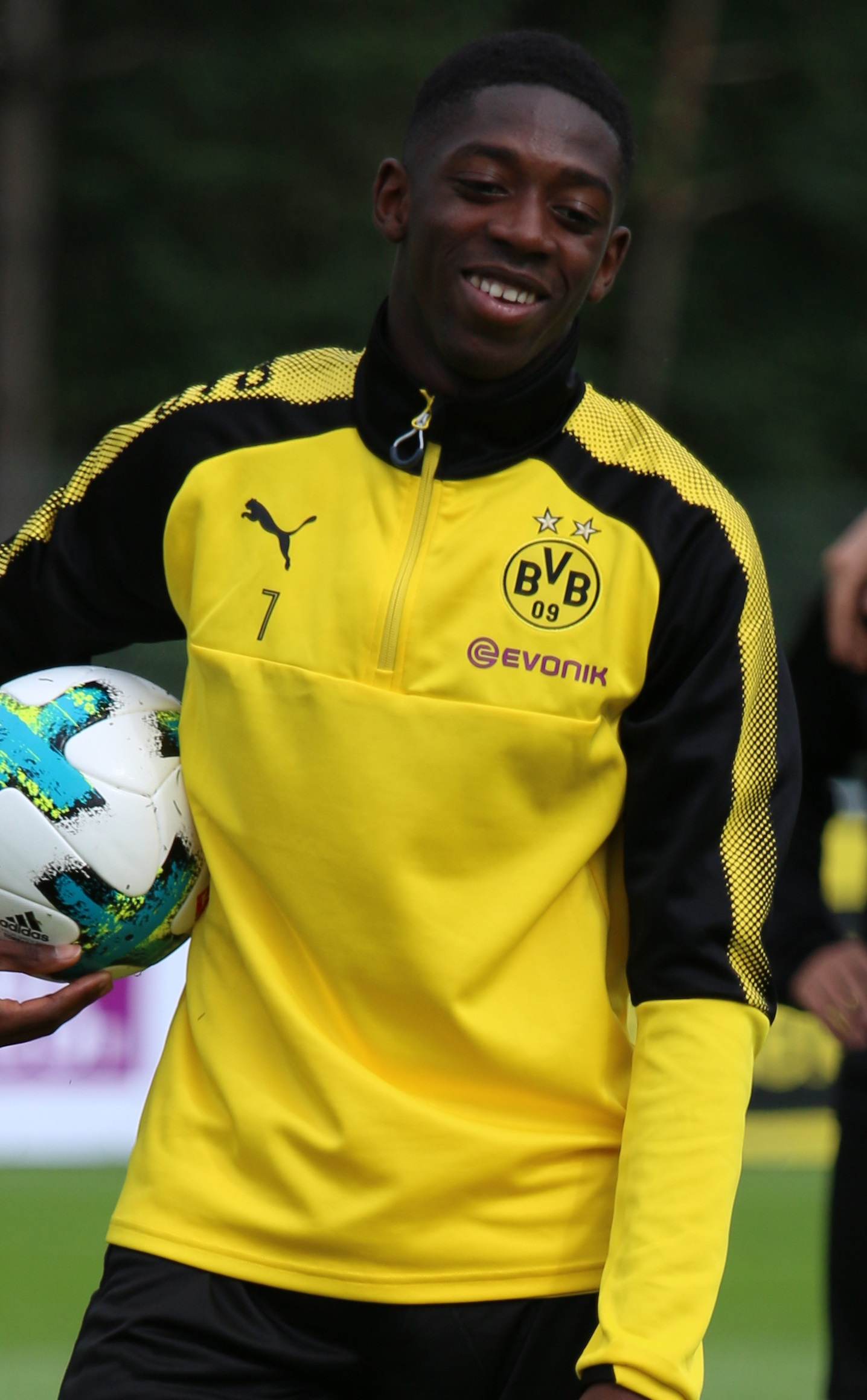
Dembélé treinando com o Borussia Dortmund em 2017

No dia 12 de maio de 2016, Dembélé foi contratado pelo Borussia Dortmund e assinou por cinco temporadas. Estreou no dia 14 de agosto, na derrota por 2 a 0 contra o Bayern de Munique, válida pela Supercopa da Alemanha. Ele marcou seu primeiro gol pelo Dortmund em 20 de setembro, em um encontro da Bundesliga contra o VfL Wolfsburg, que o Dortmund venceu por 5-1 na Volkswagen Arena. [17] Em 22 de novembro, ele marcou o primeiro gol da Liga dos Campeões de sua carreira quando o clube alemão derrotou o Legia Varsóvia por 8-4 em uma reunião da fase de grupos. [18]
Após o final da temporada, Dembélé foi nomeado para a Bundesliga Team of the Season e recebeu o prêmio de Rookie of the Season da liga. [21][22]

### Barcelona
Foi anunciado oficialmente pelo Barcelona no dia 25 de agosto de 2017. O atacante francês, que assinou contrato válido por cinco temporadas, custou 105 milhões de euros fixos, mais 40 milhões de variáveis em bônus, tornando-se assim a segunda maior transferência da história, atrás apenas de Neymar, que havia deixado justamente o Barcelona rumo ao Paris Saint-Germain. Dembélé estreou no dia 9 de setembro, no clássico contra o Espanyol, entrando em campo aos 25 minutos do segundo tempo, no lugar de Gerard Deulofeu, e dando a assistência para Luis Suárez fechar o placar em 5 a 0. Marcou seu primeiro gol pelo clube catalão no dia 14 de março de 2018, contra o Chelsea, após receber assistência de Lionel Messi e fazer o segundo na vitória por 3 a 0, válida pela Liga dos Campeões da UEFA. Já no dia 25 de agosto, Dembélé marcou o único gol da vitória por 1 a 0 sobre o Real Valladolid.
Dembélé registrou 40 gols em 185 partidas em sua passagem pelos blaugranas, tendo vencido três vezes LaLiga.

### Paris Saint-Germain
Ousmane Dembélé assinou um contrato de cinco anos com o Paris Saint-Germain, até 2028, anunciou em 12 de agosto de 2023 o clube parisiense. O PSG pagou a cláusula de rescisão de 50 milhões de euros (R$ 267 milhões na cotação atual) dele junto ao Barcelona.
Em 31 de Maio de 2025, venceu a Liga dos Campeões da UEFA de 24-25 pelo Paris Saint-Germain, batendo a Inter de Milão por 5-0.

## Seleção Francesa
Dembélé foi convocado para a seleção principal da França pela primeira vez para enfrentar Itália e Belarus em agosto de 2016. Ele fez sua estreia em 1 de setembro em uma vitória amistosa por 3-1 sobre a Itália, no Stadio San Nicola. Em 13 de junho de 2017, Dembélé marcou seu primeiro gol na França em uma vitória amistosa por 3-2 contra a Inglaterra.

### Copa do Mundo de 2018

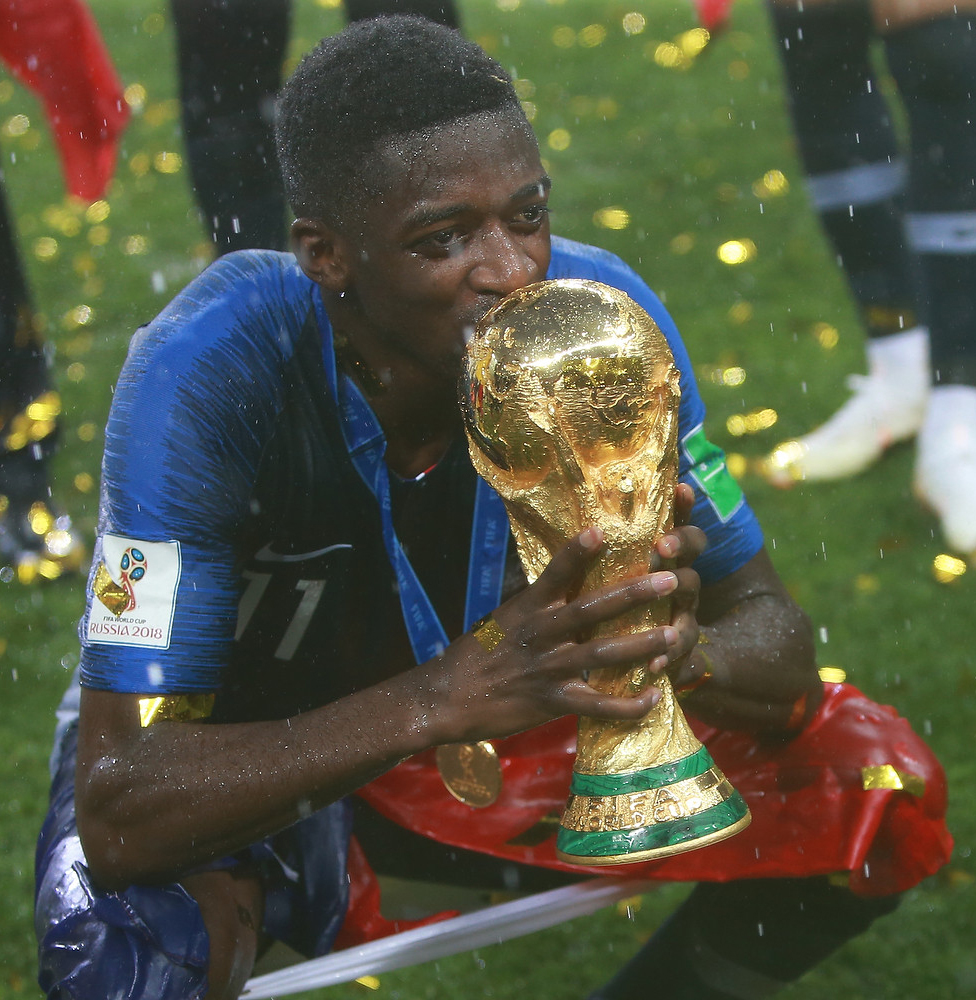
Dembélé com o troféu da Copa do Mundo de 2018

Em 17 de maio de 2018, ele foi convocado para a seleção francesa de 23 jogadores para a Copa do Mundo de 2018, na Rússia.
Ele terminou a copa com quatro jogos. No entanto, sagrou-se campeão do mundo, com 165 minutos de jogo.

### Copa do Mundo de 2022
Ele foi convocado para a seleção francesa para a Copa do Mundo de 2022, no Catar, onde disputou todos os jogos, já que a França terminou o torneio como vice-campeã.
Dembélé começou a final, mas cometeu um pênalti em cima de Angel Di Maria no primeiro tempo e foi substituído aos 41 minutos.Ao contrário de 2018, Ousmane Dembélé é titular em todos os jogos que levam a seleção francesa à final.

## Estatísticas
Atualizadas até 5 de abril de 2021.

### Clubes
| Equipe            | Temporada         | Campeonato nacional | Campeonato nacional | Copas nacionais | Copas nacionais | Torneio internacionais | Torneio internacionais | Outros torneios | Outros torneios | Total | Total |
| Equipe            | Temporada         | Jogos               | Gols                | Jogos           | Gols            | Jogos                  | Gols                   | Jogos           | Gols            | Jogos | Gols  |
| ----------------- | ----------------- | ------------------- | ------------------- | --------------- | --------------- | ---------------------- | ---------------------- | --------------- | --------------- | ----- | ----- |
| Rennes II         | 2014–15           | 18                  | 13                  | —               | —               | —                      | —                      | —               | —               | 18    | 13    |
| Rennes II         | 2015–16           | 4                   | 0                   | —               | —               | —                      | —                      | —               | —               | 4     | 0     |
| Rennes II         | Total             | 22                  | 13                  | —               | —               | —                      | —                      | —               | —               | 22    | 13    |
| Rennes            | 2015–16           | 26                  | 12                  | 3               | 0               | —                      | —                      | —               | —               | 29    | 12    |
| Rennes            | Total             | 26                  | 12                  | 3               | 0               | —                      | —                      | —               | —               | 29    | 12    |
| Borussia Dortmund | 2016–17           | 32                  | 6                   | 6               | 2               | 10                     | 2                      | 1               | 0               | 49    | 10    |
| Borussia Dortmund | 2017–18           | —                   | —                   | —               | —               | —                      | —                      | 1               | 0               | 1     | 0     |
| Borussia Dortmund | Total             | 32                  | 6                   | 6               | 2               | 10                     | 2                      | 2               | 0               | 50    | 10    |
| Barcelona         | 2017–18           | 17                  | 3                   | 3               | 0               | 3                      | 1                      | —               | —               | 23    | 4     |
| Barcelona         | 2018–19           | 29                  | 8                   | 4               | 2               | 8                      | 3                      | 1               | 1               | 42    | 14    |
| Barcelona         | 2019–20           | 6                   | 1                   | 0               | 0               | 3                      | 0                      | 0               | 0               | 9     | 1     |
| Barcelona         | 2020–21           | 23                  | 5                   | 4               | 2               | 6                      | 3                      | 3               | 0               | 36    | 10    |
| Barcelona         | Total             | 75                  | 18                  | 11              | 4               | 20                     | 7                      | 4               | 1               | 120   | 32    |
| Total na carreira | Total na carreira | 155                 | 45                  | 20              | 6               | 30                     | 9                      | 6               | 1               | 221   | 68    |

### Seleção Francesa
Expanda a caixa de informações para conferir todos os jogos deste jogador, pela sua seleção nacional.
Sub-17
|    | Data                   | Local                           | Resultado | Adversário    | Gol(s) | Competição                |
| -- | ---------------------- | ------------------------------- | --------- | ------------- | ------ | ------------------------- |
| 1. | 10 de setembro de 2013 | Bannikov Stadium, Kiev          | 0–0       | Ucrânia       | 0      | Amistoso                  |
| 2. | 12 de setembro de 2013 | Bannikov Stadium, Kiev          | 2–0       | Ucrânia       | 0      | Amistoso                  |
| 3. | 22 de outubro de 2013  | National team complex, Shefayim | 2–0       | Liechtenstein | 0      | Elim. Europeu Sub-17 2014 |
| 4. | 24 de outubro de 2013  | Estádio Ramat Gan, Ramat Gan    | 2–2       | Israel        | 2      | Elim. Europeu Sub-17 2014 |
| 5. | 27 de outubro de 2013  | National team complex, Shefayim | 3–0       | Tchéquia      | 0      | Elim. Europeu Sub-17 2014 |
| 6. | 20 de março de 2014    | Sportpark Oude Landen, Nuenen   | 3–0       | Suécia        | 0      | Elite Europeu Sub-17 2014 |
| 7. | 22 de março de 2014    | Sportpark Parkzicht, Uden       | 2–1       | Áustria       | 2      | Elite Europeu Sub-17 2014 |
| 8. | 25 de março de 2014    | Sportpark Parkzicht, Uden       | 1–3       | Países Baixos | 0      | Elite Europeu Sub-17 2014 |

Sub-19
|    | Data                   | Local                                 | Resultado | Adversário | Gol(s) | Competição |
| -- | ---------------------- | ------------------------------------- | --------- | ---------- | ------ | ---------- |
| 1. | 13 de novembro de 2015 | Hermann-Neuberger-Stadion, Völklingen | 1–1       | Sérvia     | 0      | Amistoso   |
| 2. | 15 de novembro de 2015 | Sportpark Husterhöhe, Pirmasens       | 1–1       | Suécia     | 1      | Amistoso   |
| 3. | 17 de novembro de 2015 | Waldstadion Homburg, Homburg          | 2–3       | Alemanha   | 0      | Amistoso   |

Sub-21
|    | Data                 | Local                    | Resultado | Adversário         | Gol(s) | Competição                |
| -- | -------------------- | ------------------------ | --------- | ------------------ | ------ | ------------------------- |
| 1. | 24 de março de 2016  | Stade Jean-Bouin, Angers | 2–0       | Escócia            | 0      | Elim. Europeu Sub-21 2017 |
| 2. | 28 de março de 2016  | MMArena, Le Mans         | 1–1       | Macedônia do Norte | 0      | Elim. Europeu Sub-21 2017 |
| 3. | 2 de junho de 2016   | Pierluigi Penzo, Veneza  | 1–0       | Itália             | 0      | Amistoso                  |
| 4. | 6 de outubro de 2016 | Stade Océane, Le Havre   | 5–1       | Geórgia            | 0      | Amistoso                  |

Seleção Principal
|     | Data                   | Local                                     | Resultado | Adversário      | Gol(s) | Competição                |
| --- | ---------------------- | ----------------------------------------- | --------- | --------------- | ------ | ------------------------- |
| 1.  | 24 de agosto de 2016   | Estádio San Nicola, Bari                  | 3–1       | Itália          | 0      | Amistoso                  |
| 2.  | 6 de setembro de 2016  | Borisov Arena, Borisov                    | 0–0       | Bielorrússia    | 0      | Elim. Copa do Mundo 2018  |
| 3.  | 15 de novembro de 2016 | Stade Félix-Bollaert, Lens                | 0–0       | Costa do Marfim | 0      | Amistoso                  |
| 4.  | 25 de março de 2017    | Stade Josy Barthel, Luxemburgo            | 3–1       | Luxemburgo      | 0      | Elim. Copa do Mundo 2018  |
| 5.  | 28 de março de 2017    | Stade de France, Paris                    | 0–2       | Espanha         | 0      | Amistoso                  |
| 6.  | 2 de junho de 2017     | Roazhon Park, Rennes                      | 5–0       | Paraguai        | 0      | Amistoso                  |
| 7.  | 13 de junho de 2017    | Stade de France, Paris                    | 3–2       | Inglaterra      | 1      | Amistoso                  |
| 8.  | 23 de março de 2018    | Stade de France, Paris                    | 2–3       | Colômbia        | 0      | Amistoso                  |
| 9.  | 27 de março de 2018    | Estádio Krestovsky, São Petersburgo       | 3–1       | Rússia          | 0      | Amistoso                  |
| 10. | 28 de maio de 2018     | Stade de France, Paris                    | 2–0       | Irlanda         | 0      | Amistoso                  |
| 11. | 1 de junho de 2018     | Allianz Riviera, Nice                     | 3–1       | Itália          | 1      | Amistoso                  |
| 12. | 9 de junho de 2018     | Parc Olympique Lyonnais, Lyon             | 1–1       | Estados Unidos  | 0      | Amistoso                  |
| 13. | 16 de junho de 2018    | Arena Kazan, Kazan                        | 2–1       | Austrália       | 0      | Copa do Mundo 2018        |
| 14. | 21 de junho de 2018    | Estádio Central, Ecaterimburgo            | 1–0       | Peru            | 0      | Copa do Mundo 2018        |
| 15. | 26 de junho de 2018    | Estádio Lujniki, Moscou                   | 0–0       | Dinamarca       | 0      | Copa do Mundo 2018        |
| 16. | 6 de julho de 2018     | Estádio de Níjni Novgorod, Níjni Novgorod | 2–0       | Uruguai         | 0      | Copa do Mundo 2018        |
| 17. | 6 de setembro de 2018  | Allianz Arena, Munique                    | 0–0       | Alemanha        | 0      | Amistoso                  |
| 18. | 9 de setembro de 2018  | Stade de France, Paris                    | 2–1       | Países Baixos   | 0      | Liga das Nações da UEFA A |
| 19. | 11 de outubro de 2018  | Stade du Roudourou, Guingamp              | 2–2       | Islândia        | 0      | Amistoso                  |
| 20. | 16 de outubro de 2018  | Stade de France, Saint-Denis              | 2–1       | Alemanha        | 0      | Liga das Nações da UEFA A |
| 21. | 16 de novembro de 2018 | Estádio De Kuip, Roterdão                 | 0–2       | Países Baixos   | 0      | Liga das Nações da UEFA A |

## Títulos
Borussia Dortmund[carece de fontes?]
- Copa da Alemanha: 2016–17

Barcelona[carece de fontes?]
- La Liga: 2017–18, 2018–19 e 2022–23
- Copa do Rei: 2017–18 e 2020–21
- Supercopa da Espanha: 2018 e 2022–23

Paris Saint-Germain
- Ligue 1: 2023–24 e 2024–25[37]
- Copa da França: 2023-24[carece de fontes?] e 2024–25[38]
- Supercopa da França: 2023, 2024[carece de fontes?]
- Liga dos Campeões da UEFA: 2024–25[39]
- Supercopa da UEFA: 2025[40]

Seleção Francesa
- Copa do Mundo FIFA: 2018[carece de fontes?]

### Prêmios individuais
- 40 jovens promessas do futebol mundial de 2014 (The Guardian)[41]
- Melhor jogador jovem da Ligue 1: 2015–16[42]
- 50 jovens promessas do futebol mundial de 2016 (La Gazzetta dello Sport)[43]
- 100º melhor jogador do ano de 2016 (The Guardian)[44]
- Seleção das revelações da Liga dos Campeões em 2016[45]
- 63º melhor jogador do ano de 2016 (Marca)[46]
- Equipe ideal da Bundesliga de 2016–17[47]
- Melhor jogador da Supercopa da França: 2024[48]
- Melhor jogador do mês da Ligue 1: março de 2016,[49] janeiro de 2025[50]
- Melhor jogador da Ligue 1: 2024–25[51]
- Time do Ano da Ligue 1: 2023–24,[52] 2024–25[53]
- Jogador da Temporada da Liga dos Campeões da UEFA: 2024–25[54]

### Artilharias
- Ligue 1 de 2024–25: (21 gols)[55]